# Gran Premi del Japó del 1977
Resultats del Gran Premi del Japó de Fórmula 1 de la temporada 1977 disputat al circuit de Fuji Speedway el 23 d'octubre del 1977.

## Resultats
| Pos | No | Pilot               | Equip                | Voltes | Temps/ Retirada   | Pos. de sortida | Punts |
| --- | -- | ------------------- | -------------------- | ------ | ----------------- | --------------- | ----- |
| 1   | 1  | James Hunt          | McLaren - Ford       | 73     | 1h 31' 51. 68     | 2               | 9     |
| 2   | 12 | Carlos Reutemann    | Ferrari              | 73     | + 1' 02.45 min.   | 7               | 6     |
| 3   | 4  | Patrick Depailler   | Tyrrell - Ford       | 73     | + 1' 06.39 min.   | 15              | 4     |
| 4   | 17 | Alan Jones          | Shadow - Ford        | 73     | + 1' 06.61 min.   | 12              | 3     |
| 5   | 26 | Jacques Laffite     | Ligier - Matra       | 72     | Sense combustible | 5               | 2     |
| 6   | 16 | Riccardo Patrese    | Shadow - Ford        | 72     | + 1 Volta         | 13              | 1     |
| 7   | 8  | Hans Joachim Stuck  | Brabham - Alfa Romeo | 72     | + 1 Volta         | 4               |       |
| 8   | 19 | Vittorio Brambilla  | Surtees - Ford       | 71     | + 2 Voltes        | 9               |       |
| 9   | 50 | Kunimitsu Takahashi | Tyrrell - Ford       | 71     | + 2 Voltes        | 22              |       |
| 10  | 20 | Jody Scheckter      | Wolf - Ford          | 71     | + 2 Voltes        | 6               |       |
| 11  | 52 | Kazuyoshi Hoshino   | Kojima - Ford        | 71     | + 2 Voltes        | 11              |       |
| 12  | 9  | Alex Ribeiro        | March - Ford         | 69     | + 4 Voltes        | 23              |       |
| Ret | 6  | Gunnar Nilsson      | Lotus - Ford         | 63     | Caixa canvi       | 14              |       |
| Ret | 22 | Clay Regazzoni      | Ensign - Ford        | 43     | Motor             | 10              |       |
| Ret | 7  | John Watson         | Brabham - Alfa Romeo | 29     | Caixa canvi       | 3               |       |
| Ret | 2  | Jochen Mass         | McLaren - Ford       | 28     | Motor             | 8               |       |
| Ret | 23 | Patrick Tambay      | Ensign - Ford        | 14     | Motor             | 16              |       |
| Ret | 3  | Ronnie Peterson     | Tyrrell - Ford       | 5      | Accident          | 18              |       |
| Ret | 11 | Gilles Villeneuve   | Ferrari              | 5      | Accident          | 20              |       |
| Ret | 27 | Jean Pierre Jarier  | Ligier - Matra       | 3      | Motor             | 17              |       |
| Ret | 5  | Mario Andretti      | Lotus - Ford         | 1      | Col·lisió         | 1               |       |
| Ret | 51 | Noritake Takahara   | Kojima - Ford        | 1      | Col·lisió         | 19              |       |
| Ret | 18 | Hans Binder         | Surtees - Ford       | 1      | Col·lisió         | 21              |       |

## Altres
- Pole: Mario Andretti 1' 12. 23

- Volta ràpida: Jody Scheckter 1' 14. 30 (a la volta 71)